# David de Limón
David de Limón és un artista urbà valencià. Els primers anys signava com Lemon o Limón.
En actiu des del 1998, és conegut pel bombing que ha fet a la ciutat de València, primer d'una llima i posteriorment d'una icona característica, que representa un ninja. La figura del ninja-limón, que dibuixa des del 2013, té al centre del pit un cercle blanc on l'autor dibuixa signes de puntuació o corets. El 2015 funda Crew BNT amb La Nena i Flug.

## Galeria

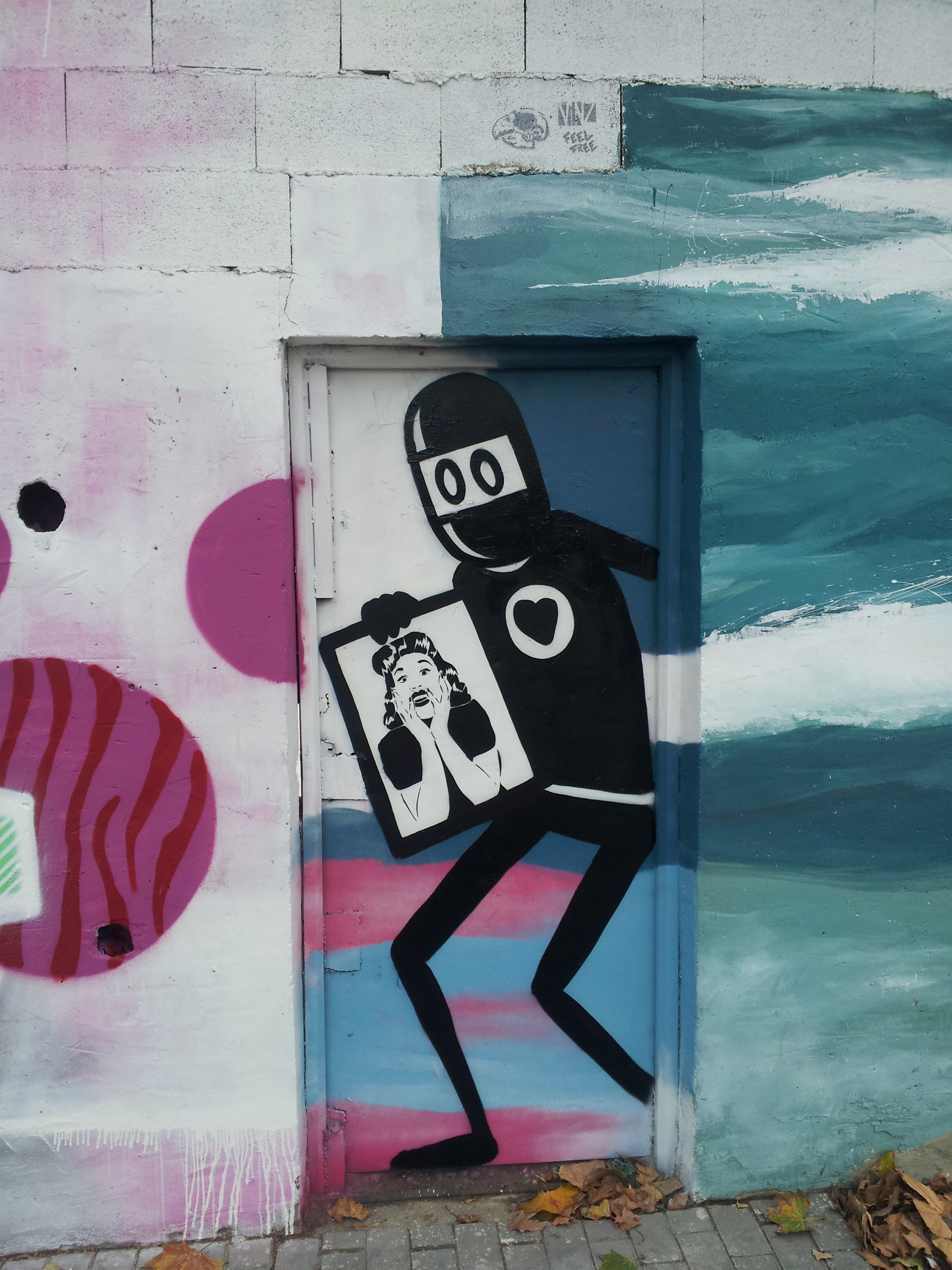
El ninja de David de Limón sosté una figura de La Nena wapa wapa.
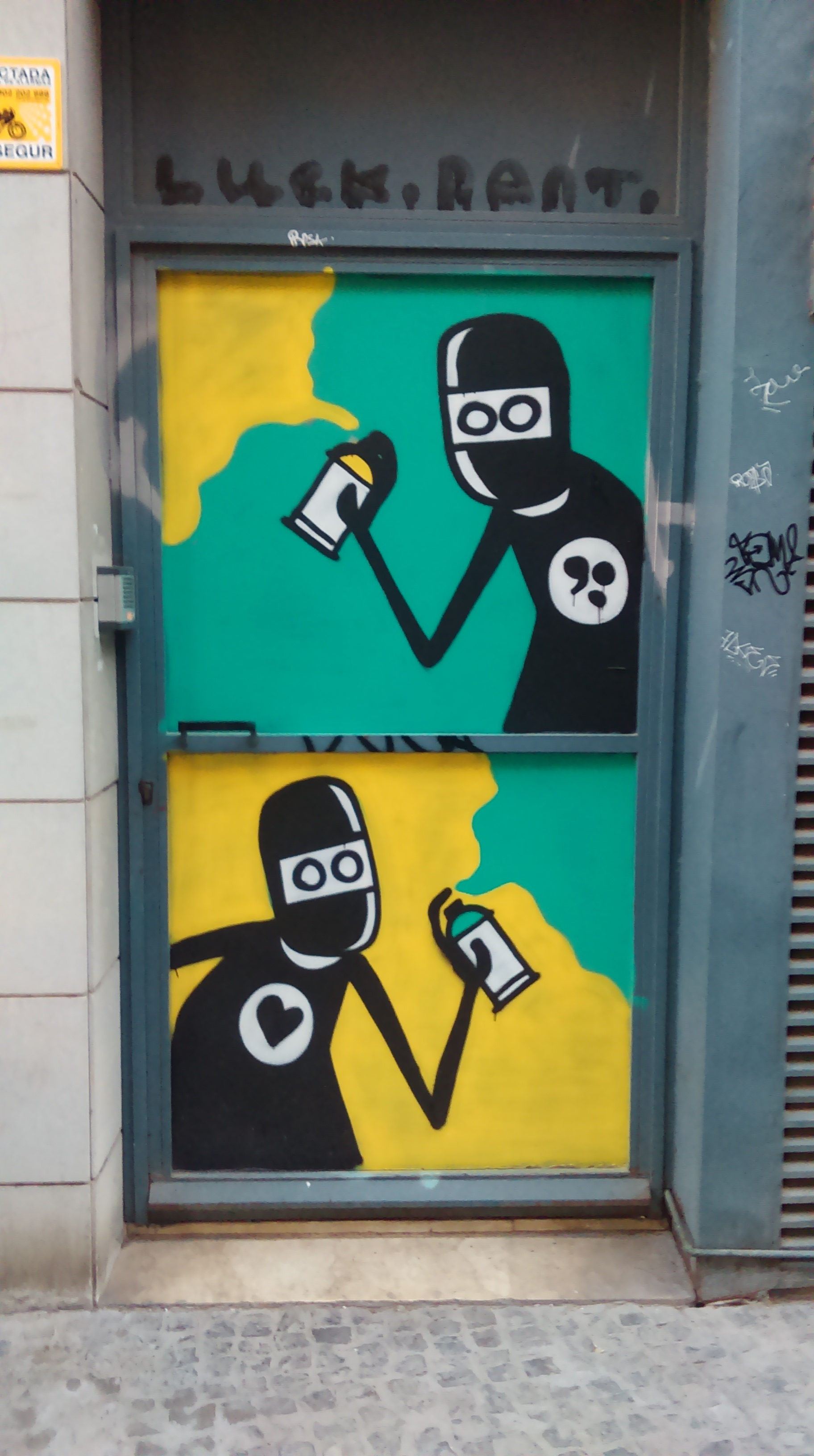
Graffiti de David de Limón
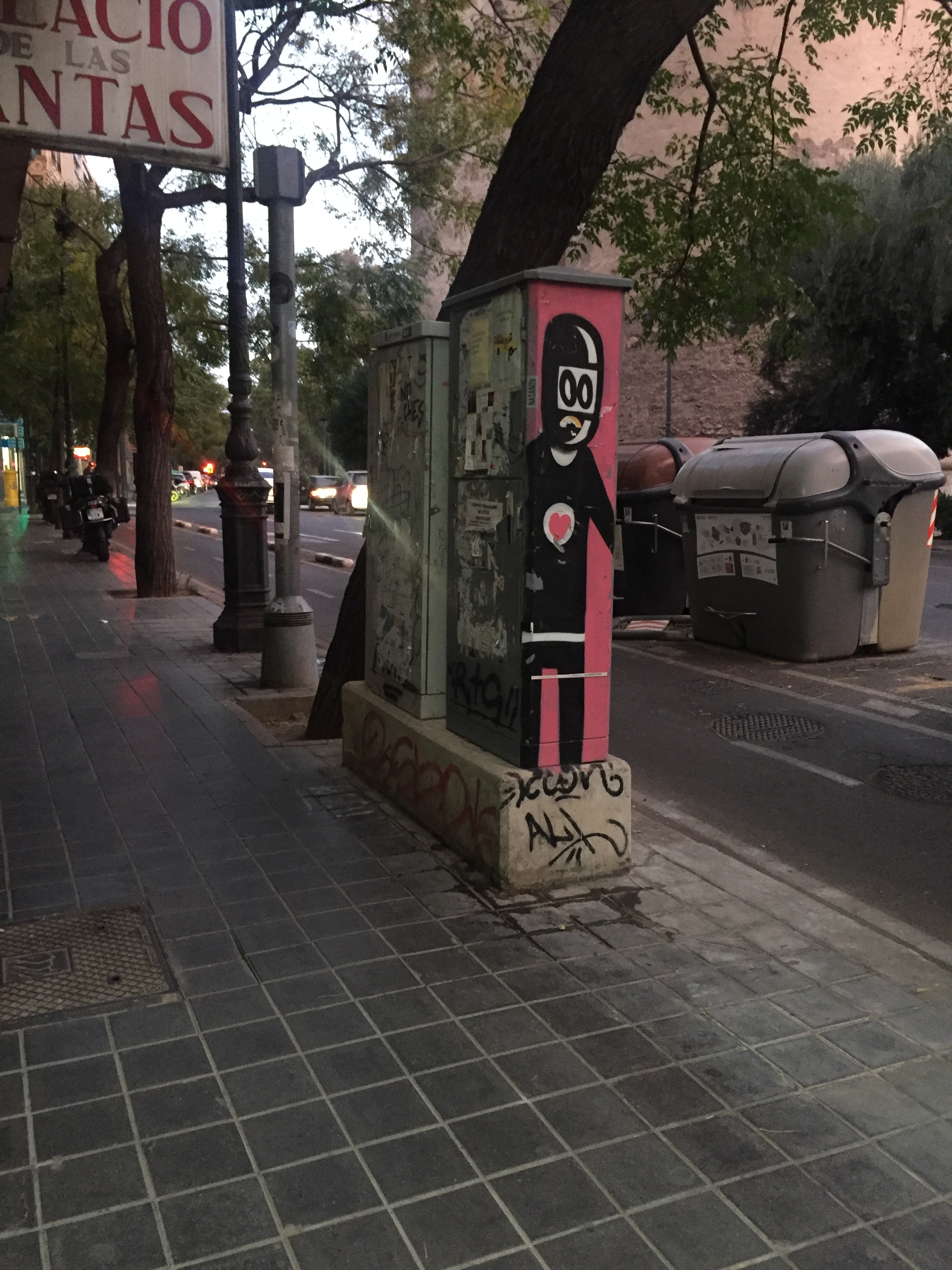
El ninja de David Limón en una registre d'enllumenat públic al carrer Guillem de Castro